# Kirkjubømúrurin

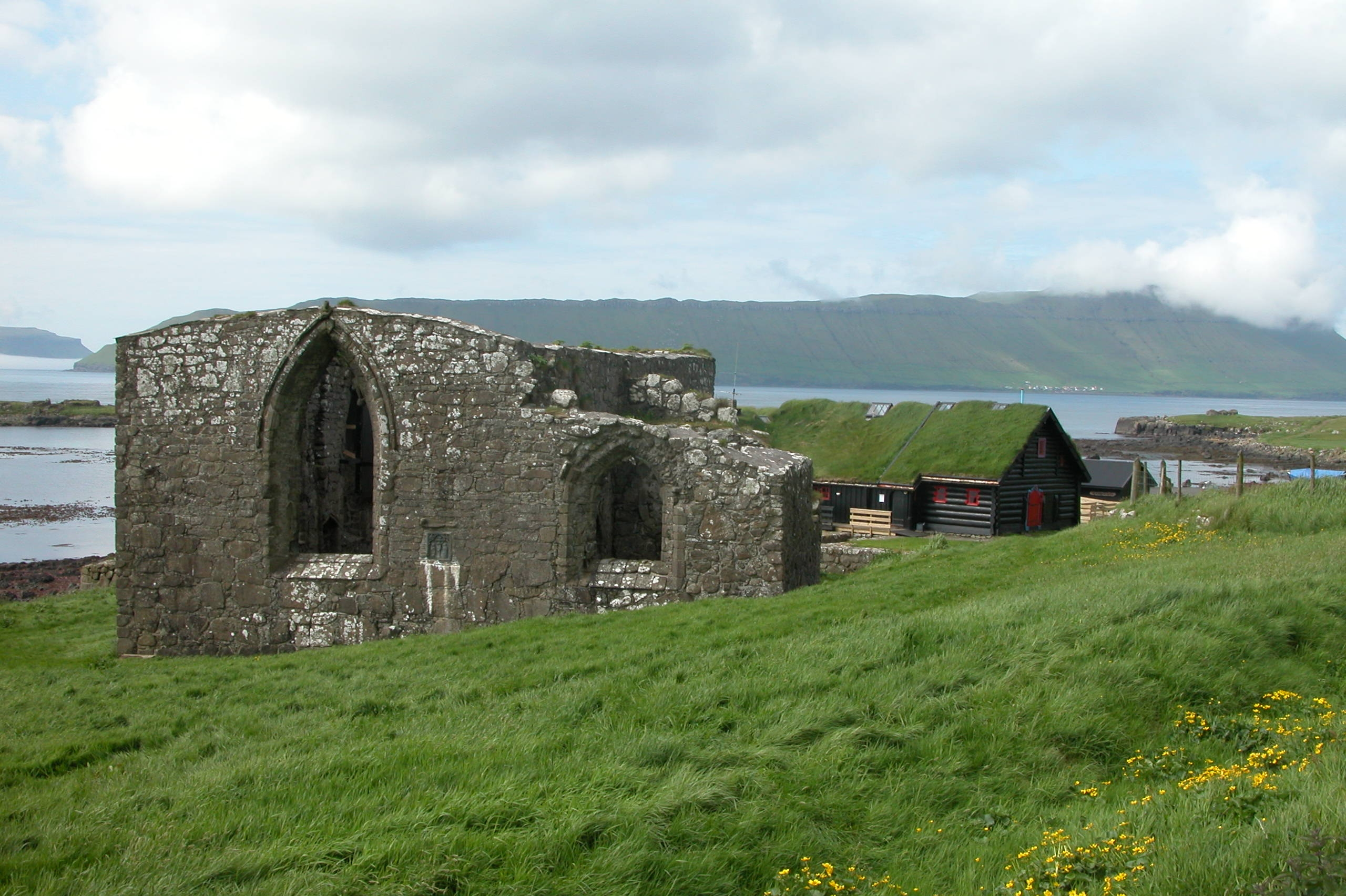
Der Magnusdom mit dem alten Hof und der Insel Hestur im Hintergrund.

Kirkjubømúrurin oder nur Múrurin (färöisch für „die Mauer“) ist die Ruine des Magnusdoms (auch Magnus-Kathedrale, färöisch Magnus-katedralurin) von etwa 1300 in Kirkjubøur auf den Färöer. Er steht auf der Warteliste zum UNESCO-Weltkulturerbe und ist das bedeutendste mittelalterliche Bauwerk der Färöer.

## Geschichte

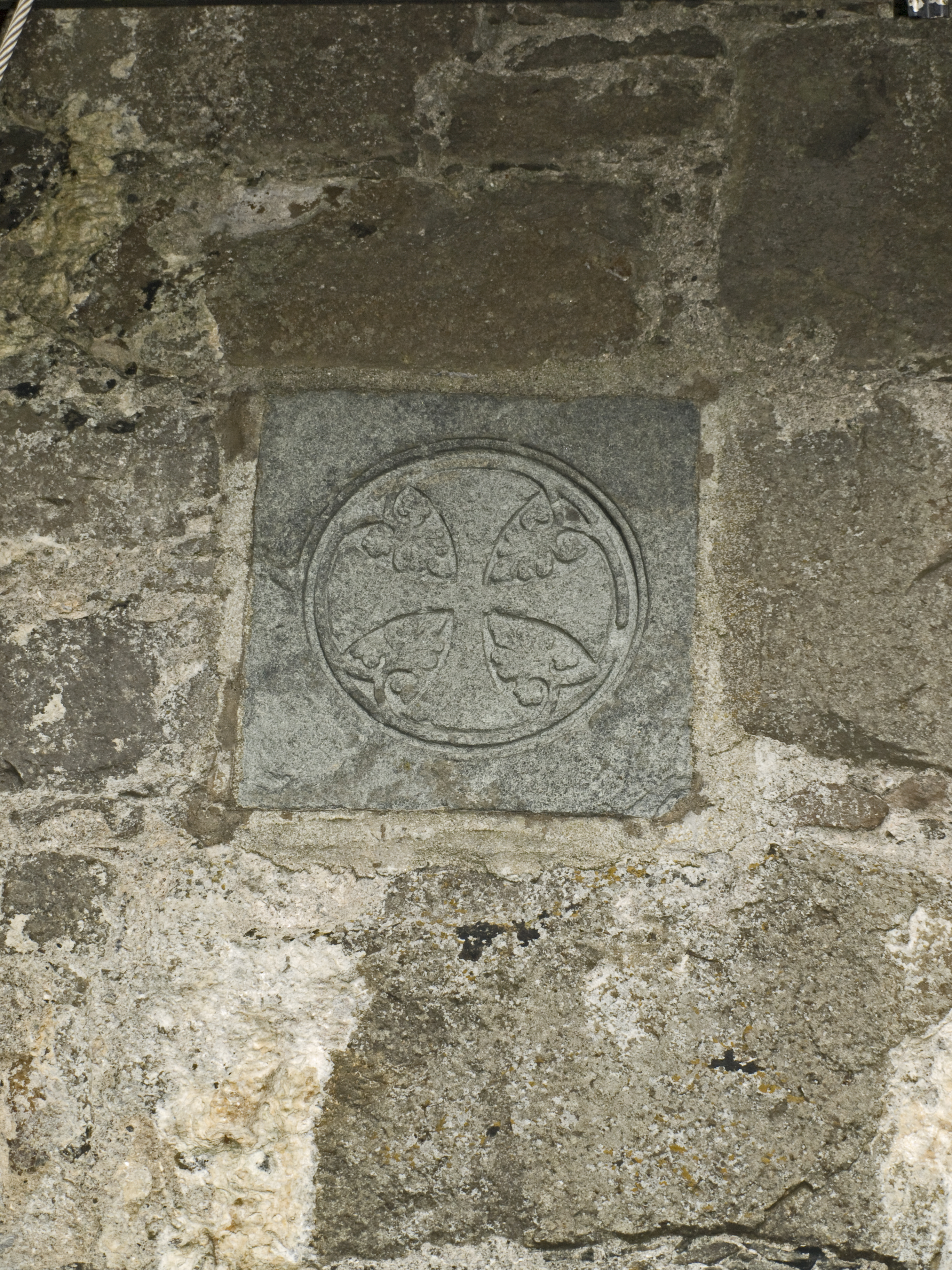
Das Kreuzrelief

Es ist unklar, ob der Magnusdom überhaupt jemals vollendet und geweiht wurde. Die hochgotische Domruine hat weder Dach noch Fenster. Sie ist 25,5 m lang, 10,8 m breit und 9 m hoch. Einen Kirchturm sucht man vergebens, aber es gibt erkennbare Ansätze dafür, dass er geplant war. Die etwa 1,5 m dicken Mauern bestehen aus einheimischem Basalt.
Mit dem Bau wurde etwa 1300 unter dem hier residierenden Bischof Erlendur begonnen, dem auch der Schafsbrief zugeschrieben wird. Erlendur war nicht zuletzt deswegen der bedeutendste färöische Bischof im Mittelalter. Allerdings musste er bald darauf von den Färöern fliehen, weil er der Bevölkerung zu hohe Abgaben abverlangte und es deswegen wahrscheinlich zu einem Aufstand kam. Möglicherweise ist das der Grund für den unvollendeten Zustand. Eine andere Theorie besagt, dass der Schwarze Tod schuld sei, der die Färöer 1349/1350 heimsuchte und die Bevölkerung um ein Drittel reduzierte.
An der Nordseite findet sich ein Anbau, von dem man allgemein annimmt, dass zumindest er überdacht war. Dieses Dach des Anbaus soll aber 1772 von einer Lawine wieder zerstört worden sein. Möglicherweise wurden in diesem Anbau bis dahin auch Gottesdienste abgehalten. Allerdings gab (und gibt) es in der unmittelbaren Nachbarschaft auch die Ólavskirkjan, die älteste noch in Betrieb befindliche Kirche der Färöer.
Gewidmet ist die Kathedrale dem Heiligen Magnus, dem Jarl der Orkneys, und dem Heiligen Bischof Þorlákur Þórhallsson von Skálholt. Von beiden fanden sich 1905 Reliquien in Form von Knochenresten. Des Weiteren fand man einen Splitter, der vom Kreuz Christi stammen soll und einen Stofffetzen, der einem Gewand der Jungfrau Maria zugeschrieben wurde.
Auf der Innenseite der Ruine fanden sich zwölf eingemeißelte Weihekreuze, von denen sechs noch in situ vorhanden sind, während sich ein anderes im benachbarten Königsbauernhof und ein weiteres im Dänischen Nationalmuseum befindet.
Wegen des rauen färöischen Wetters mit häufigem Sturm und Regen wurde die Ruine im Laufe der Jahrhunderte zunehmend angegriffen. Daher wird sie derzeit von Grund auf renoviert, und man überlegt, sie mit einem Glashaus komplett zu versiegeln.

## Bildergalerie

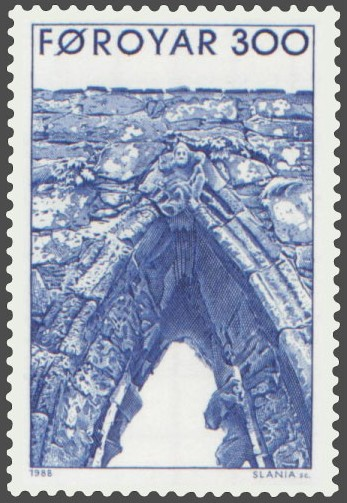
Spitzbogendetail eines Fensters.
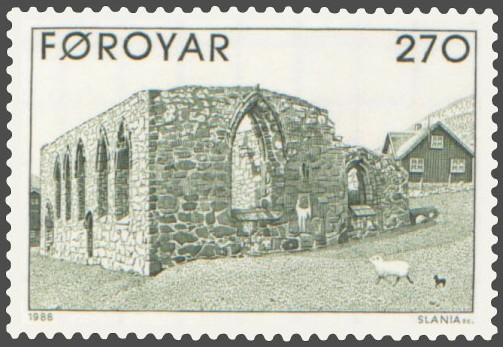
Briefmarke von 1988.
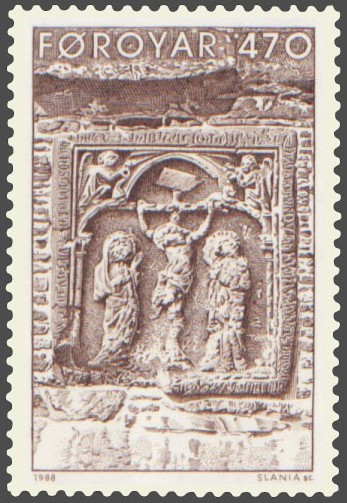
Eine Tafel an der Ostseite des Innenraums zeigt den gekreuzigten Jesus Christus mit der Jungfrau Maria und Maria Magdalena
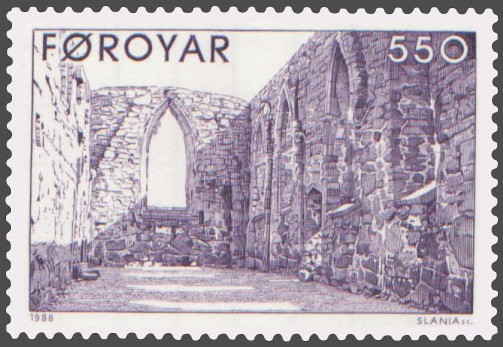
Der Innenraum des Magnusdoms.

## Eines der „sieben färöischen Wunder“
Zur Ólavsøka 2007 veranstaltete das färöische Fernsehen Sjónvarp Føroya einen landesweiten Wettbewerb über die „sieben färöischen Wunder“, bei dem die Zuschauer Vorschläge über besondere Bauten und andere Gegenstände machen konnten. Eine Rangfolge der acht Sieger (wegen Stimmengleichheit in einem Fall) wurde nicht bekannt gegeben, aber die Magnuskathedrale gehört dazu. Die anderen sind das Kirchengestühl von Kirkjubøur, die Christianskirkjan in Klaksvík, das Haus des Nordens, Tinganes, der Norðoyatunnilin, die erste Flagge der Färöer in der Kirche von Fámjin und der Sitz der Reichsombudsschaft auf den Färöern (die letzten beiden mit Stimmengleichheit).

## Festival
2009 fand hier erstmals ein Rockfestival statt. Es hieß nach der Domruine Við Múrin („bei der Mauer“).